# Мионг
Мионг (в'єт. Mường) — в'єтнамський народ, є третьою за величиною з 53 груп національною меншиною країни, з передбачуваним населенням 1,3 млн осіб (дані розраховані на основі перепису населення 2009 року і темпів зростання населення за п'ять років). Народ мионг мешкає у гірських районах Північного В'єтнаму, сконцентрований в провінції Хоабінь і гірських районах провінції Тханьхоа.
Слово «мионг» тайською мовою означає «район», «область», але в різних місцевостях мионг називають себе по-різному: наприклад «мол», «мо» (у Хоабіні), «муоніо» (у Тханьхоа), «муай» (у районі Кона), «мон» (у Футхо) і «муншать» (у Куангбінь). Щоб підкреслити свою відмінність від жителів долин і горців, мионг називають себе також «монглонг», тобто «народ, що живе в центрі».

## Зв'язок з в'єтнамцями
Вони найтісніше пов'язані з етнічними в'єтнамцями. Дослідники відзначають не тільки лінгвістичну близькість мионг до в'єтнамців, а й їхню етнічну спорідненість. Згідно з найпоширенішою гіпотезою про походження мионг, предки цього народу, що входили до складу лакв'єтів, прийшли на територію В'єтнаму за кілька століть до нашої ери й осіли в передгір'ях, а наступні міграційні хвилі лакв'єтів в IV ст. до н. е. заселили долину річки Хонгха і прибережні області. В'єти, що проживали на рівнинах, зазнали сильний культурний вплив китайців, тоді як в'єти в горах зберегли самобутність. Етнографи В'єтнаму вважають, що мионг, як і в'єти, є автохтонами і разом складають одну націю в'єт-мионг.

## Побут
Мионг займаються головним чином рисосіянням, наводнюючи поля водою з розгалуженої мережі гірських струмків, що надходить по бамбуковим водопроводам. У деяких районах збирають по два врожаї рису на рік у п'ятому і десятому місяцях місячного календаря, одночасно вирощуючи інші продовольчі культури — кукурудзу, маніок, батати, овочі та фрукти. Важливу роль у господарстві відіграє тваринництво. У вільний від польових робіт час мионзькі жінки прядуть, тчуть бавовняні тканини, шиють одяг, вишиваючи подоли спідниць і головні хустки витонченими зображеннями оленів, голубів, квітів і драконів. Чоловіки займаються вичавкою рослинної олії, ковальським ремеслом, плетінням. Особливо красиві плетені бамбукові вироби, зокрема кошики «он» для збору лісових продуктів,, які носять біля пояса.
Після збору урожаю в суху пору року мионг, влаштовують облавне полювання з собаками. На великих тварин полюють з рушницями, на дрібних (наприклад білок і мишей) — з самострілами. У селищах, розташованих по берегах річок, рибальство відіграє навіть більшу роль, ніж землеробство, причому рибу ловлять переважно колективно. Значне місце в заняттях мионг займають підсобні промисли: заготівля деревини, бамбука, ротанґа, дров, збір лікарських рослин, дикого кардамону, меду, воску та бульб Діоскореї (Dioscorea rhypogonioides). Мионг укладають контракти на постачання цих продуктів з державними заготівельними організаціями, які оплачують сировину грошима або продуктами.
Мионг розташовують свої села біля підніжжя пагорбів у невеликих долинах. Просторі житлові будинки на палях, чотири ряди яких є опорами для несучих конструкцій, зовсім не схожі на в'єтнамські. Дерев'яні балки спираються на палі, а з боку головного фасаду будинку опускаються досить низько. Підлога з розщепленого бамбука, що настелені на бамбукові стовбури. З головного фасаду вона виступає з-під стіни, утворюючи разом з дахом галерею. Вхід з торцевої сторони по сходах. Від 6 до 12 вікон без скла, що розташовані біля самої підлоги. Усередині будинок розділений плетеними щитами на кілька камер, розташованих уздовж задньої довгої стіни. Посередині, ближче до стіни з навісом, знаходиться вогнище з двома вогнями, біля входу ступа і корзини з рисом. У дальньому кутку господарі зазвичай влаштовують вівтар предків. Біля житла — майданчик з господарськими будівлями, обгороджені тином городи і невеликі фруктові сади.

## Традиції
Шлюби переважно патрилокальні (подружжя живе в родині батька чоловіка). В області успадкування панує майорат. Під час весільних церемоній батькам нареченої перш давали буйвола, але зараз все більше поширюється відкуп грошима.
Похоронні обряди так само, як і весільні, вимагають великих витрат: обов'язкового забою буйволів або свиней для жертвоприношень. У віруваннях мионгів, незважаючи на поширення буддизму і католицизму, переважає давній анімістичний світогляд. Мионгі досі вірять у шкідливих духів (ма тяй, ма ем та ін). Використовуючи це, чаклуни оголошували неугодних їм осіб носіями духу ма тяй, і обдурені селяни нерідко били і навіть вбивали ні в чому не винних людей.
Звичаї і свята мионг в чому збігаються з в'єтнамськими. Найбільше свято — Новий рік за місячним календарем, коли здійснюють моління предкам. Подібні моління влаштовують і в дні державних свят, після чого в загальному громадському будинку проходять збори і частування.

## Гонгова музика

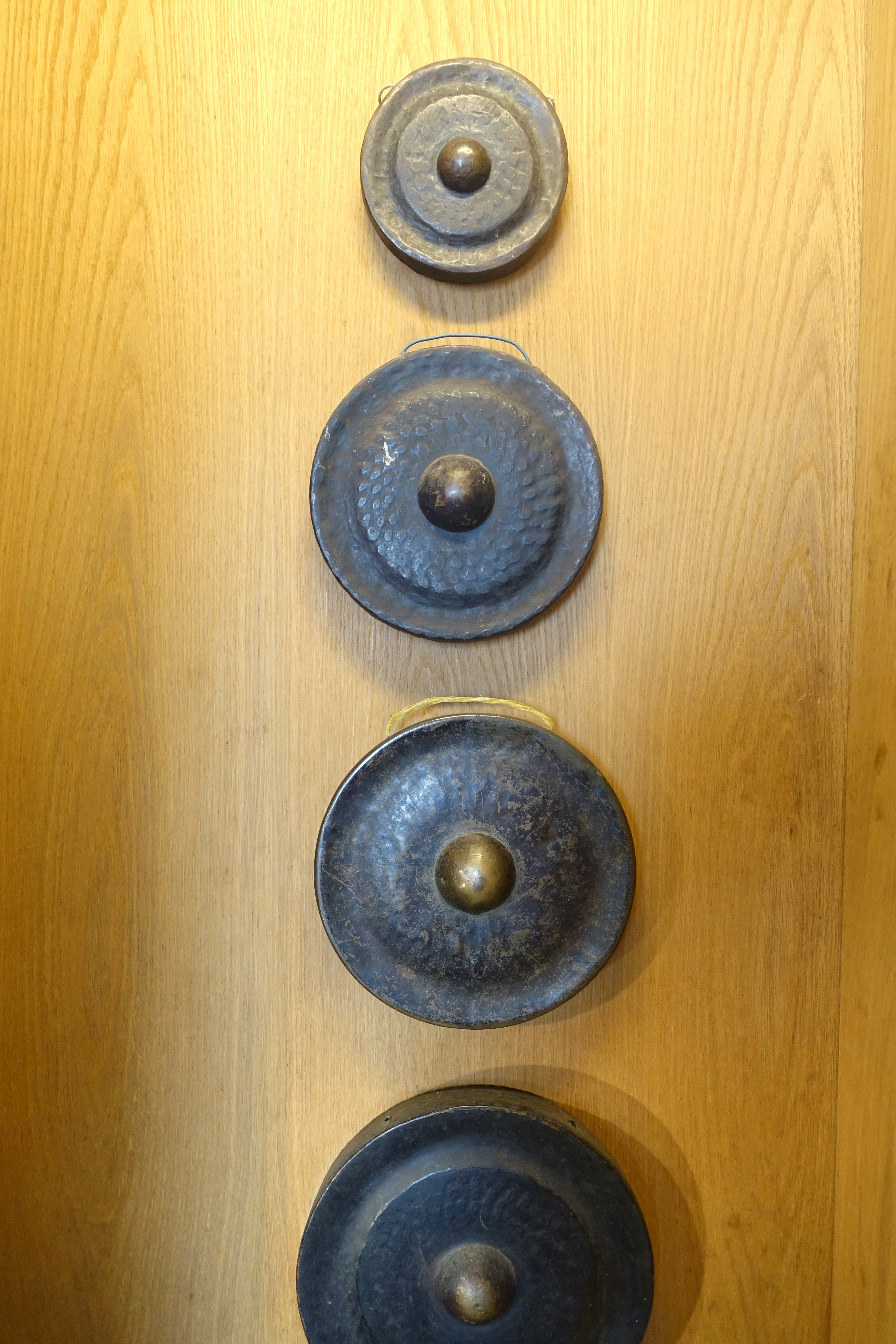
Колекція гонгів мионгів у В'єтнамському етнографічному музеї

Найшанованішим у мионг інструментом є гонги, без них не проходить жодне святкове торжество. Під гонги виконуються багатоголосні пісні.
Міністерство В'єтнаму та Інститут з вивчення музики організували три фестивалі: у 1987 році — для Півночі, в 1989 році — для Півдня, в 1992 році — для всієї країни. У цих фестивалях брала участь велика кількість аматорських гонгових ансамблів з різних регіонів країни..
Гонг можна поміняти на буйвола або корову. Гонг — краще придане для дочки. Найбільшою цінністю володіють стародавні гонги, які є символами знатності і багатства. Найбільше гонгів знаходиться у жителів села Мионгтханг (повіт Каофонг), число яких приблизно становить 2 969.
Мионг вірять в те, що всередині стародавнього гонга знаходиться бог-ангел долі з необмеженою владою. Від нього залежить результат війни, урожай, здоров'я і благополуччя людей.